# Villa Effertz

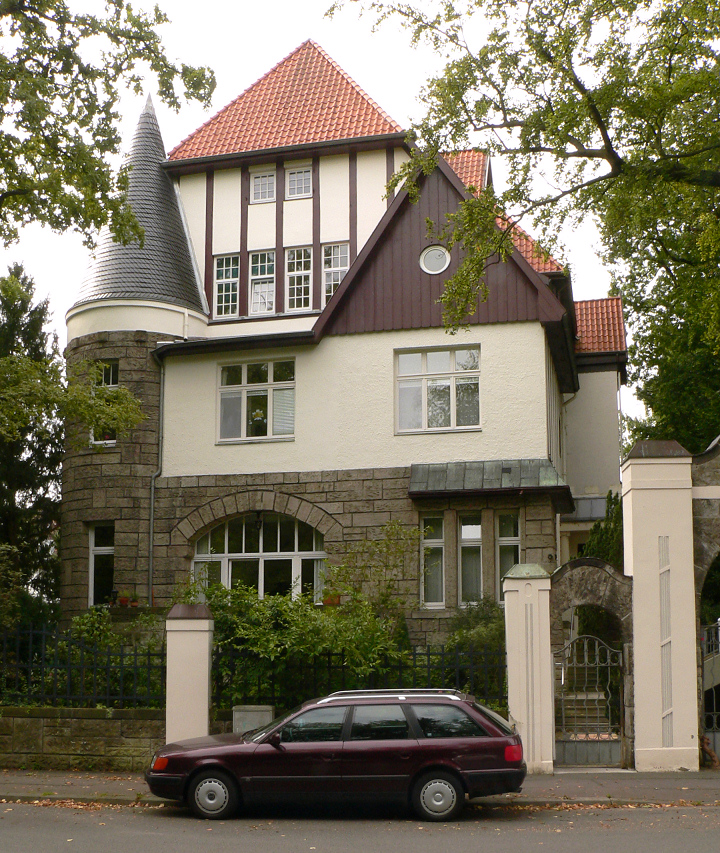
Villa Effertz

Die Villa Effertz ist eine Villa im hannoverschen Stadtteil Kleefeld. Sie steht in der Spinozastraße 5 im sogenannten Philosophenviertel (die Straßen des Viertels sind nach Philosophen benannt). Das 1909 errichtete Gebäude gilt als ein besonderes Beispiel des hannoverschen Villenbaus am Beginn des 20. Jahrhunderts und steht unter Denkmalschutz. Die Fassade aus Naturstein erhält Akzente durch einen Fachwerkgiebel und einen runden Eckturm.

## Baubeschreibung
Die dreigeschossige Villa Effertz wurde in Anlehnung an mittelalterliche Burganlagen im Stil der Neuromanik aus Sandstein und mit ausgeprägten Fachwerkfassaden errichtet. Das markante, ebenfalls aus Sandstein errichtete Eingangstor mit Rundbogen folgt ebenso dem neuromanischen Stil. Anfang der 1990er Jahre wurde im Rahmen einer Sanierung und Umgestaltung das Dachgeschoss mit einer Raumhöhe von siebeneinhalb Metern ausgebaut. Das repräsentative Treppenhaus aus Massivholz verfügt über ein aufwändig gestaltetes Portal mit marmorner Kassettendecke. Die Villa bildet zusammen mit dem dahinterliegenden Kutscherhaus einen Gebäudekomplex.

## Geschichte

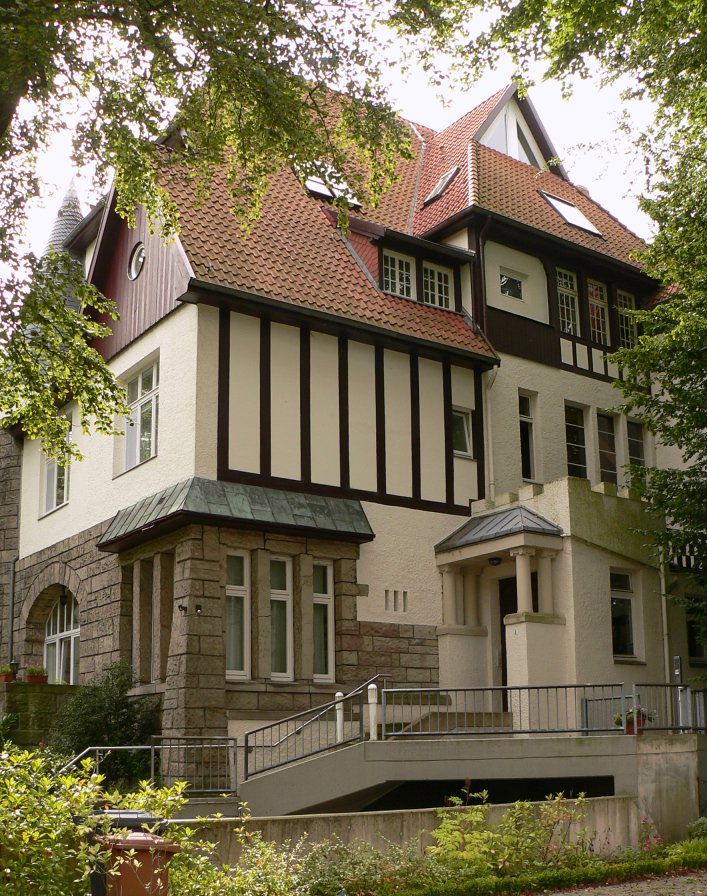
Seitliche Ansicht

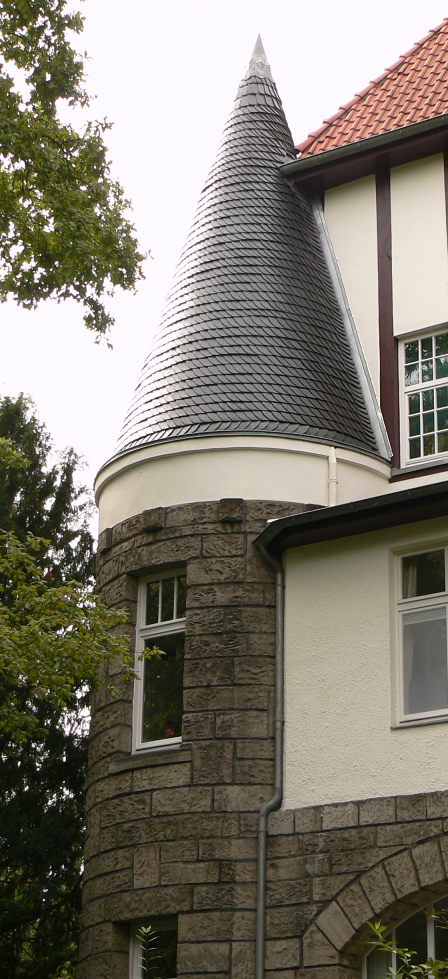
Turmdetail

Die Villa Effertz wurde 1909 durch den Architekten Arthur Heinrichs erbaut, Bauherr war der Montanindustrie-Manager Reinhard Effertz, der bis 1910 als Generaldirektor die Königsborner AG für Bergbau, Salinen und Solebadbetrieb am Ostrand des Ruhrgebiets leitete und sich in Hannover zur Ruhe setzte. Nach Effertz’ Tod (1930) kam die Villa in den 1930er Jahren in den Besitz der Stadt Hannover.
In der Zeit des Nationalsozialismus benannte die Stadt 1936 die Spinozastraße in Nietzschestraße um.
Während des Zweiten Weltkriegs wurde die Villa zwischen Dezember 1942 und Oktober 1943 als Anstalt für Germanische Volks- und Rassenkunde in der Gauhauptstadt Hannover genutzt. Am „Tag der Rassen- und Bevölkerungspolitik“ hatte der Gauleiter der NSDAP, Hartmann Lauterbacher, die Einrichtung eines Forschungsinstituts verkündet. Es sollte sich der „rassischen Reinheit der Bevölkerung des niedersächsischen Lebensraumes“ widmen und den „durch die fremdvölkischen Arbeitskräfte“ in Niedersachsen „entstandenen Gefahren“ entgegenwirken. Als Leiter des Instituts wurde der Biologieprofessor Ferdinand Rossner eingesetzt, der sich später in Briefen zu den kruden rassistischen Studien der Anstalt äußerte. Während dieser Zeit sollen in der Villa Bevölkerungsstatistiken geführt, „germanische“ Frühgeschichte und fragwürdige „Sippenforschung“ betrieben worden sein. Es kursiert das Gerücht, dass man im „Kutscherhaus“ hinter der Villa Schädel vermessen habe. In einem Protokoll der Anstalt ist allerdings nur von mehreren Abgüssen des Leibniz-Schädels die Rede, die man gefertigt und an verschiedene Würdenträger verteilt habe; offenbar aus Sorge der Stadtverwaltung, der Schädel könnte den Kriegszerstörungen zum Opfer fallen. Nach den Luftangriffen auf Hannover im Oktober 1943 verschwand die Forschungsanstalt.
Nach dem Krieg erfuhr die zuvor mit dem nationalsozialistischen Rassenwahn verknüpfte Villa einen besonders bemerkenswerten Funktionswandel: Sie wurde zum Durchgangsheim für ehemalige KZ-Häftlinge, und hier hielt 1945 die gerade gegründete jüdische Gemeinde den ersten jüdischen Gottesdienst nach dem Zusammenbruch des NS-Regimes ab. Ebenfalls 1945 erhielt die Nietzschestraße ihren ursprünglichen Namen Spinozastraße zurück. Ab 1956 war die Villa lange Zeit ein Wohnheim für die Schülerinnen der benachbarten Hedwig-Heyl-Schule (heute Alice-Salomon-Schule). 1989 verkaufte die Stadt das Gebäude, das seitdem als Wohnhaus genutzt wird. 
In den letzten Jahren diente die Villa als Drehort für Fernsehproduktionen. Im April 2011 wurden vor dem Haus Szenen des Films „Aus Liebe“ mit Ralph Herforth, Peter Heinrich Brix und Anica Dobra gedreht. Im April 2012 entstanden hier Szenen der Krimiserie Tatort mit Maria Furtwängler unter der Regie von Franziska Meletzky (Doppelfolge Wegwerfmädchen und Das goldene Band).